# Mike Baxter
Michael Joseph Baxter (New York, 7 dicembre 1984) è un ex giocatore di baseball statunitense.

## Inizi e Minor League
Baxter è nato e cresciuto a Whitestone, quartiere nel distretto del Queens di New York. Frequentò la Archbishop Molloy High School nel Queens e poi si iscrisse, prima alla Columbia University di Manhattan e poi alla Vanderbilt University di Nashville, Tennessee. Da lì venne selezionato al 4º giro del draft amatoriale del 2005 come 128a scelta dai San Diego Padres. Nello stesso anno iniziò nella Midwest League singolo A con i Fort Wayne TinCaps, chiuse con .219 alla battuta e 17 RBI in 45 partite. Nel 2006 chiuse con .256 alla battuta e 40 RBI in 117 partite.
Nel 2007 passò nella California League singolo A avanzato con i Lake Elsinore Storm, finì con .276 alla battuta e 44 RBI in 111 partite. Successivamente passò nella Pacific Coast League triplo A con i Portland Beavers, chiuse con .207 alla battuta e 7 RBI in 10 partite. Nel 2008 giocò con i Lake Elsinore Storm 24 partite chiudendo con .239 alla battuta e 17 RBI. Poi passò nella Texas League doppio A con i San Antonio Marines, finendo con .272 alla battuta e 48 RBI in 100 partite.
Nel 2009 con i Marines chiuse con .376 alla battuta e 45 RBI in 51 partite. Successivamente giocò con i Portland Braves, finì con .277 alla battuta e 34 RBI in 82 partite. Nel 2010 con i Braves chiuse con .301 alla battuta e 72 RBI in 136 partite.
Nel 2011 giocò con i Lake Elsinore Storm 2 partite, chiudendo con .278 alla battuta e 2 RBI. Poi passò nella Florida State League singolo A avanzato con i St. Lucie Mets, chiuse con .438 alla battuta e 4 RBI in 4 partite. Infine passò nella International League triplo A con i Buffalo Bisons, finendo con .188 alla battuta e 7 RBI in 18 partite. Nel 2012 con i St. Lucie Mets finì con .267 alla battuta e 4 RBI in 4 partite. Successivamente passò nella Eastern League doppio A con i Binghamton Mets, finì con .300 alla battuta e un RBI in 3 sole partite. Infine ritornò ai Bisons chiudendo con .375 alla battuta e 3 RBI in 6 partite.
Nel 2013 giocò nella Pacific Coast League triplo A con i Las Vegas 51s finendo con .289 alla battuta, 22 RBI e 38 punti in 53 partite.

## Major League

### San Diego Padres (2010)
Debuttò nella MLB il 6 settembre 2010, al Petco Park di San Diego contro i Los Angeles Dodgers. Il 26 dello stesso mese contro i Cincinnati Reds fece la sua prima valida in carriera ai danni di Francisco Cordero. Terminò la stagione con .125 alla battuta, un RBI, una eliminazione in 9 partite, guadagnando 414.100$.

### New York Mets (2011-2013)
Il 22 luglio 2011 venne preso dagli svincolati dai New York Mets dopo esser stato sulla lista infortunati dei (60 giorni). Giocò la sua prima partita con i Mets l'8 agosto contro i San Diego Padres realizzando una doppia con RBI. Il 28 settembre nell'ultima partita della stagione regolare fece il suo primo fuoricampo in carriera. Chiuse con .235 alla battuta, 4 RBI, 6 punti, 12 eliminazioni e un assist in 22 partite di cui 7 da titolare. Il 12 dicembre divenne per la prima volta free agent, dopo soli quattro giorni rifirmò coi Mets un annuale per 480.000$. Il 1º giugno nella partita contro i St. Louis Cardinals fece una difficile presa, sbattendo pesantemente contro il muro di protezione, fratturandosi la spalla. Dopo esser stato sulla lista infortunati dei (15 giorni) il 30 luglio rientrò. Il 4 agosto contro i Padres, Baxter realizzò ben 5 basi concesse in una singola partita su 9 inning. Chiuse con .263 alla battuta, 17 RBI, 26 punti, 81 eliminazioni di cui 2 doppie, 3 assiste e un errore da esterno sinistro in 89 partite di cui 44 da titolare.
Il 3 marzo 2013 firmò un contratto annuale per 500.318$. Il 7 aprile contro i Chicago White Sox nel 10º inning realizzò la sua prima valida della vittoria "in inglese: walk off". Due giorni dopo nel 9º inning contro i Philadelphia Phillies realizzò un altro walk off. Il 10 giugno venne spostato nei Las Vegas 51s nelle Minor League. Il 3 agosto venne promosso in prima squadra al posto dell'infortunato David Wright, per poi esser rimandato il 24 dello stesso mese nei 51s. Il 9 settembre venne ripromosso in prima squadra durante l'espansione del roster. Chiuse la stagione con .189 alla battuta, 4 RBI, 14 punti, 84 eliminazioni, un assist e un errore da esterno destro in 74 partite di cui 28 da titolare.
Il 17 ottobre 2013 venne preso dai Los Angeles Dodgers.

## Vittorie e premi
- MiLB.Com Organization All-Star (2010)
- Mid-Season All-Star della Texas League (2009)
- Giocatore della settimana della Pacific Coast League (14/06/2010)
- (2) Giocatore della settimana della Texas League (25/05/2009 e 1/06/2009)
- All-Prospect Team della Arizona Fall League (2008)